# عیسی‌لی (جیحان)
عیسی‌لی (به ترکی استانبولی: İsalı) (به کردی: Îsalû) یک منطقهٔ مسکونی در ترکیه است که در جیحان واقع شده‌است.